# Деятели искусств — Герои Социалистического Труда

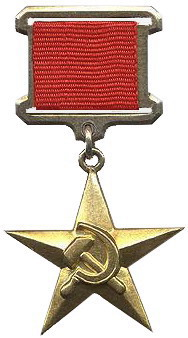
Золотая медаль «Серп и Молот»

В настоящий список включены 222 Героя Социалистического Труда (в том числе 3 — дважды Героя), работавшие в сфере искусства.
В таблицах отображены фамилия, имя и отчество Героев, должность и место работы на момент присвоения звания, дата Указа Президиума Верховного Совета СССР, вид искусства, а также ссылка на биографическую статью на сайте «Герои страны». Формат таблиц предусматривает возможность сортировки по указанным параметрам путём нажатия на стрелку в нужной графе.

## История
Первое присвоение звания Героя Социалистического Труда деятелю культуры ССР произошло 10 июля 1964 года, когда Указом Президиума Верховного Совета СССР за выдающиеся заслуги в области советского изобразительного искусства и в связи с девяностолетием со дня рождения этого звания был удостоен Сергей Тимофеевич Конёнков, советский скульптор, народный художник РСФСР.
Наибольшее число Героев Социалистического Труда приходится на деятелей литературы (писатели, поэты, журналисты) — 73 человека. Далее идут представители музыкального искусства (композиторы, музыканты, дирижёры, певцы) — 43, театральные деятели (драматурги, режиссёры, актёры) — 37, деятели кинематографии (кинодраматурги, кинорежиссёры, киноактёры, кинооператоры) — 20, мастера живописи (художники, графики) — 17, хореографического искусства (хореографы, танцоры) — 12, скульпторы — 9, деятели циркового искусства — 5, архитекторы — 4, музейные организаторы — 2.

## Деятели искусства, удостоенные звания Героя Социалистического Труда
| № | Фамилия, имя, отчество       | Даты жизни              | Деятельность | Дата присвоения       | Отрасль     | ГС       |
| - | ---------------------------- | ----------------------- | --- | --------------------- | ----------- | -------- |
| 1 | Марков Георгий Мокеевич      | 19.04.1911 — 26.09.1991 | Писатель, первый секретарь правления Союза писателей СССР, гор. Москва                                           | 27.09.1974 16.11.1984 | литература  | [ ГС 1 ] |
| 2 | Уланова Галина Сергеевна     | 08.01.1910 — 21.03.1998 | Педагог-репетитор Государственного академического Большого театра Союза ССР, народная артистка СССР, гор. Москва | 16.05.1974 07.01.1980 | хореография | [ ГС 2 ] |
| 3 | Шолохов Михаил Александрович | 24.05.1905 — 21.02.1984 | Писатель, Вёшенский район Ростовской области                                                                     | 23.02.1967 23.05.1980 | литература  | [ ГС 3 ] |

| №   | Фамилия, имя, отчество                      | Даты жизни              | Деятельность | Дата присвоения | Отрасль        | ГС         |
| --- | ------------------------------------------- | ----------------------- | --- | --------------- | -------------- | ---------- |
| 1   | Абашидзе Григол Григолович                  | 01.08.1914 — 29.07.1994 | Первый секретарь правления Союза писателей Грузии, гор. Тбилиси | 27.09.1974      | литература     | [ ГС 4 ]   |
| 2   | Абашидзе Ираклий Виссарионович              | 23.11.1909 — 14.01.1992 | Поэт, Председатель Верховного Совета Грузинской ССР, вице-президент Академии наук Грузинской ССР, гор. Тбилиси | 22.11.1979      | литература     | [ ГС 5 ]   |
| 3   | Аджемян Вартан Мкртичевич                   | 28.09.1905 — 24.01.1977 | Главный режиссёр Армянского государственного академического драматического театра имени Г. Сундукяна, народный артист СССР, гор. Ереван | 08.12.1975      | театр          | [ ГС 6 ]   |
| 4   | Азгур Заир Исаакович                        | 15.01.1908 — 18.02.1995 | Скульптор, академик Академии художеств СССР, народный художник СССР, гор. Минск | 02.01.1978      | скульптура     | [ ГС 7 ]   |
| 5   | Айтиев Гапар Айтиевич                       | 28.09.1912 — 16.12.1984 | Член-корреспондент Академии художеств СССР, народный художник СССР, гор. Фрунзе | 27.09.1982      | живопись       | [ ГС 8 ]   |
| 6   | Айтматов Чингиз Торекулович                 | 12.12.1928 — 10.06.2008 | Народный писатель Киргизской ССР, академик Академии наук Киргизской ССР | 31.07.1978      | литература     | [ ГС 9 ]   |
| 7   | Александров Борис Александрович             | 04.08.1905 — 17.06.1994 | Начальник и художественный руководитель дважды Краснознамённого имени А. В. Александрова Ансамбля песни и пляски Советской Армии, народный артист СССР, генерал-майор, гор. Москва | 01.08.1975      | музыка         | [ ГС 10 ]  |
| 8   | Александров Григорий Васильевич             | 23.01.1903 — 16.12.1983 | Кинорежиссёр, народный артист СССР, гор. Москва | 23.01.1973      | кинематография | [ ГС 11 ]  |
| 9   | Алексеев Михаил Николаевич                  | 06.05.1918 — 19.05.2007 | Писатель, главный редактор журнала «Москва», гор. Москва | 05.05.1978      | литература     | [ ГС 12 ]  |
| 10  | Амиров Фикрет Мешади Джамиль оглы           | 22.11.1922 — 20.02.1984 | Композитор, член-корреспондент Академии наук Азербайджанской ССР, народный артист СССР, гор. Баку | 19.11.1982      | музыка         | [ ГС 13 ]  |
| 11  | Ананьев Анатолий Андреевич                  | 18.07.1925 — 07.12.2001 | Писатель, главный редактор журнала «Октябрь», гор. Москва | 16.11.1984      | литература     | [ ГС 14 ]  |
| 12  | Анджапаридзе Верико Ивлиановна              | 06.10.1900 — 30.01.1987 | Актриса Грузинского академического театра имени К. Марджанишвили, народная артистка СССР, гор. Тбилиси | 21.09.1979      | театр          | [ ГС 15 ]  |
| 13  | Аникушин Михаил Константинович              | 02.10.1917 — 18.05.1997 | Скульптор, народный художник СССР, гор. Ленинград | 30.10.1977      | скульптура     | [ ГС 16 ]  |
| 14  | Архипова Ирина Константиновна               | 02.01.1925 — 11.02.2010 | Солистка Государственного академического Большого театра СССР, народная артистка СССР, гор. Москва | 29.12.1984      | музыка         | [ ГС 17 ]  |
| 15  | Астафьев Виктор Петрович                    | 01.05.1924 — 29.11.2001 | Писатель, общественный деятель, гор. Красноярск | 21.08.1989      | литература     | [ ГС 18 ]  |
| 16  | Атакузиев Рахматулла (Уйгун)                | 14.05.1905 — 22.04.1990 | Поэт и драматург, народный поэт Узбекской ССР, гор. Ташкент | 14.05.1985      | литература     | [ ГС 19 ]  |
| 17  | Атрахович (Крапива) Кондрат Кондратьевич    | 05.03.1896 — 07.01.1991 | Академик Академии наук Белорусской ССР, народный писатель Белорусской ССР, гор. Минск | 16.06.1975      | литература     | [ ГС 20 ]  |
| 18  | Бабочкин Борис Андреевич                    | 18.01.1904 — 17.07.1975 | Актёр и режиссёр Государственного академического Малого театра Союза ССР, народный артист СССР, гор. Москва | 18.01.1974      | театр          | [ ГС 21 ]  |
| 19  | Бажан Николай Платонович                    | 09.10.1904 — 23.11.1983 | Поэт, общественный деятель, академик Академии наук Украинской ССР, гор. Киев | 27.09.1974      | литература     | [ ГС 22 ]  |
| 20  | Баланчивадзе Андрей Мелитонович             | 01.06.1906 — 28.04.1992 | Композитор, народный артист СССР, гор. Тбилиси Грузинской ССР | 31.05.1986      | музыка         | [ ГС 23 ]  |
| 21  | Баталов Алексей Владимирович                | 20.11.1928 — 15.06.2017 | Профессор Всесоюзного государственного института кинематографии имени С. А. Герасимова, народный артист СССР, гор. Москва | 09.03.1989      | кинематография | [ ГС 24 ]  |
| 22  | Бейбутов Рашид Маджид оглы                  | 14.12.1915 — 09.06.1989 | Художественный руководитель Азербайджанского государственного театра песни, народный артист СССР, гор. Баку | 23.04.1980      | музыка         | [ ГС 25 ]  |
| 23  | Биешу Мария Лукьяновна                      | 03.08.1935 — 16.05.2012 | Солистка Молдавского государственного академического театра оперы и балета имени А. С. Пушкина, народная артистка СССР, гор. Кишинёв | 03.08.1990      | музыка         | [ ГС 26 ]  |
| 24  | Блантер Матвей Исаакович                    | 10.02.1903 — 27.09.1990 | Композитор, народный артист СССР, гор. Москва | 10.02.1983      | музыка         | [ ГС 27 ]  |
| 25  | Бондарев Юрий Васильевич                    | 15.03.1924 — 29.03.2020 | Первый заместитель председателя правления Союза писателей РСФСР, гор. Москва | 14.03.1984      | литература     | [ ГС 28 ]  |
| 26  | Бондарчук Сергей Фёдорович                  | 25.09.1920 — 20.10.1994 | Режиссёр киностудии «Мосфильм», народный артист СССР, гор. Москва | 24.09.1980      | кинематография | [ ГС 29 ]  |
| 27  | Борисов Александр Фёдорович                 | 01.05.1905 — 12.05.1982 | Актёр Ленинградского государственного академического театра драмы имени А. С. Пушкина, народный артист СССР | 06.02.1981      | театр          | [ ГС 30 ]  |
| 28  | Борисова Юлия Константиновна                | 17.03.1925 — 08.08.2023 | Актриса Государственного академического театра имени Е. Вахтангова, народная артистка СССР, гор. Москва | 17.03.1985      | театр          | [ ГС 31 ]  |
| 29  | Бровка Пётр Устинович                       | 25.06.1905 — 24.03.1980 | Писатель и поэт, академик Академии наук Белорусской ССР, гор. Минск | 03.10.1972      | литература     | [ ГС 32 ]  |
| 30  | Бугримова-Буслаева Ирина Николаевна         | 13.03.1910 — 20.02.2001 | Дрессировщик, народная артистка СССР, гор. Москва | 20.12.1979      | цирк           | [ ГС 33 ]  |
| 31  | Буков Емилиан Нестерович                    | 08.08.1909 — 17.10.1984 | Писатель и поэт, народный писатель Молдавской ССР, гор. Кишинёв | 08.08.1979      | литература     | [ ГС 34 ]  |
| 32  | Быков Василь Владимирович                   | 19.06.1924 — 22.06.2003 | Белорусский писатель и общественный деятель, гор. Минск | 18.06.1984      | литература     | [ ГС 35 ]  |
| 33  | Вучетич Евгений Викторович                  | 28.12.1908 — 12.04.1974 | Скульптор-монументалист, народный художник СССР, гор. Москва | 15.10.1967      | скульптура     | [ ГС 36 ]  |
| 34  | Габрилович Евгений Иосифович                | 29.09.1899 — 05.12.1993 | Кинодраматург, писатель, заслуженный деятель искусств РСФСР, гор. Москва | 24.10.1979      | кинематография | [ ГС 37 ]  |
| 35  | Гамзатов Расул Гамзатович                   | 08.09.1923 — 03.11.2003 | Председатель правления Союза писателей Дагестана, народный поэт Дагестана, гор. Москва | 27.09.1974      | литература     | [ ГС 38 ]  |
| 36  | Гаспарян Гоар Микаэловна                    | 14.12.1924 — 16.05.2007 | Армянская певица (сопрано), профессор Ереванской республиканской консерватории имени Комитаса, народная артистка СССР | 11.12.1984      | музыка         | [ ГС 39 ]  |
| 37  | Гейченко Семён Степанович                   | 14.02.1903 — 02.08.1993 | Директор Государственного музея-заповедника А. С. Пушкина в селе Михайловском, Пушкиногорский район Псковской области | 12.02.1983      | музейное дело  | [ ГС 40 ]  |
| 38  | Гельфрейх Владимир Георгиевич               | 24.03.1885 — 07.08.1967 | Профессор Московского высшего художественно-промышленного училища, руководитель мастерской № 4 Главного архитектурно-планировочного управления Мосгорисполкома, академик Академии строительства и архитектуры                                                                                   | 21.04.1965      | архитектура    | [ ГС 41 ]  |
| 39  | Герасимов Сергей Аполлинариевич             | 21.05.1906 — 28.11.1985 | Кинорежиссёр, сценарист, киноактёр и педагог, народный артист СССР, гор. Москва | 03.09.1974      | кинематография | [ ГС 42 ]  |
| 40  | Гилельс Эмиль Григорьевич                   | 19.10.1916 — 14.10.1985 | Солист Московской государственной филармонии, народный артист СССР | 18.10.1976      | музыка         | [ ГС 43 ]  |
| 41  | Гнатюк Дмитрий Михайлович                   | 28.03.1925 — 29.04.2016 | Солист Государственного академического театра оперы и балета Украинской ССР имени Т. Г. Шевченко, народный артист СССР, гор. Киев | 27.03.1985      | музыка         | [ ГС 44 ]  |
| 42  | Гоголева Елена Николаевна                   | 07.04.1900 — 15.11.1993 | Актриса Государственного академического Малого театра Союза ССР, народная артистка СССР, гор. Москва | 04.11.1974      | театр          | [ ГС 45 ]  |
| 43  | Годенко Михаил Семёнович                    | 01.05.1919 — 14.03.1991 | Художественный руководитель и главный балетмейстер Красноярского ансамбля танца Сибири, народный артист СССР | 26.09.1984      | хореография    | [ ГС 46 ]  |
| 44  | Головня Анатолий Дмитриевич                 | 02.02.1900 — 25.06.1982 | Кинооператор, профессор Всесоюзного государственного института кинематографии, гор. Москва | 08.02.1980      | кинематография | [ ГС 47 ]  |
| 45  | Гончар Александр Терентьевич (Олесь Гончар) | 03.04.1918 — 14.07.1995 | Председатель Союза писателей Украины, академик Академии наук Украинской ССР, гор. Киев | 31.03.1978      | литература     | [ ГС 48 ]  |
| 46  | Гончаров Андрей Александрович               | 02.01.1918 — 07.09.2001 | Художественный руководитель Московского академического театра имени Вл. Маяковского, народный артист СССР | 31.12.1987      | театр          | [ ГС 49 ]  |
| 47  | Горбачёв Игорь Олегович                     | 20.10.1927 — 19.02.2003 | Главный режиссёр Ленинградского государственного академического театра драмы имени А. С. Пушкина | 23.06.1987      | театр          | [ ГС 50 ]  |
| 48  | Гранин (Герман) Даниил Александрович        | 01.01.1919 — 04.07.2017 | Писатель, общественный деятель, гор. Ленинград | 01.03.1989      | литература     | [ ГС 51 ]  |
| 49  | Грибачёв Николай Матвеевич                  | 19.12.1910 — 10.03.1992 | Секретарь правления Союза писателей СССР, главный редактор журнала «Советский Союз», гор. Москва | 27.09.1974      | литература     | [ ГС 52 ]  |
| 50  | Грибов Алексей Николаевич                   | 31.01.1902 — 26.11.1977 | Актёр Московского художественного академического театра Союза ССР имени М. Горького, народный артист СССР | 02.02.1972      | театр          | [ ГС 53 ]  |
| 51  | Григорович Юрий Николаевич                  | 02.01.1927 — 19.05.2025 | Главный балетмейстер Государственного академического Большого театра СССР, народный артист СССР, гор. Москва | 31.12.1986      | хореография    | [ ГС 54 ]  |
| 52  | Гудиашвили Владимир Давидович               | 18.03.1896 — 20.07.1980 | Художник-график и монументалист, народный художник СССР, гор. Тбилиси Грузинской ССР | 19.11.1976      | живопись       | [ ГС 55 ]  |
| 53  | Дейнека Александр Александрович             | 20.05.1899 — 12.06.1969 | Живописец и график, действительный член Академии художеств СССР, народный художник СССР, гор. Москва | 10.06.1969      | живопись       | [ ГС 56 ]  |
| 54  | Донской Марк Семёнович                      | 06.03.1901 — 21.03.1981 | Кинорежиссёр Центральной киностудии детских и юношеских фильмов имени М. Горького, гор. Москва | 01.06.1971      | кинематография | [ ГС 57 ]  |
| 55  | Дудин Михаил Александрович                  | 20.11.1916 — 31.12.1993 | Поэт, переводчик, общественный деятель, Ленинград | 19.11.1976      | литература     | [ ГС 58 ]  |
| 56  | Ефимов Борис Ефимович                       | 28.09.1900 — 01.10.2008 | Действительный член Академии художеств СССР, главный редактор творческо-производственного объединения «Агитплакат», гор. Москва | 06.11.1990      | живопись       | [ ГС 59 ]  |
| 57  | Ефремов Олег Николаевич                     | 01.10.1927 — 24.05.2000 | Художественный руководитель Московского художественного академического театра СССР имени А. П. Чехова, актёр театра и кино, народный артист СССР | 30.09.1987      | театр          | [ ГС 60 ]  |
| 58  | Жаров Михаил Иванович                       | 27.10.1900 — 15.12.1981 | Актёр Государственного академического Малого театра Союза ССР, народный артист СССР, гор. Москва | 04.11.1974      | театр          | [ ГС 61 ]  |
| 59  | Жиганов Назиб Гаязович                      | 15.11.1911 — 02.06.1988 | Татарский композитор, народный артист СССР, гор. Казань Татарской АССР | 15.01.1981      | музыка         | [ ГС 62 ]  |
| 60  | Жуков Георгий Александрович                 | 23.04.1908 — 31.05.1991 | Политический обозреватель газеты «Правда», гор. Москва | 21.04.1978      | литература     | [ ГС 63 ]  |
| 61  | Завадский Юрий Александрович                | 12.07.1894 — 05.04.1977 | Главный режиссёр Государственного академического театра имени Моссовета, профессор, народный артист СССР, гор. Москва | 05.04.1973      | театр          | [ ГС 64 ]  |
| 62  | Зайцев Борис Петрович                       | 01.08.1925 — 25.02.2000 | Солист-вокалист Одесской областной филармонии Министерства культуры Украинской ССР | 08.05.1991      | музыка         | [ ГС 65 ]  |
| 63  | Залыгин Сергей Павлович                     | 06.12.1913 — 19.04.2000 | Писатель, главный редактор журнала «Новый мир», гор. Москва | 27.01.1988      | литература     | [ ГС 66 ]  |
| 64  | Залькальн Теодор Эдуардович                 | 30.11.1876 — 06.09.1972 | Латышский скульптор, народный художник СССР, гор. Рига Латвийской ССР | 30.11.1971      | скульптура     | [ ГС 67 ]  |
| 65  | Зархи Александр Григорьевич                 | 18.02.1908 — 27.01.1997 | Режиссёр киностудии «Мосфильм», народный артист СССР, гор. Москва | 28.02.1978      | кинематография | [ ГС 68 ]  |
| 66  | Згуриди Александр Михайлович                | 23.02.1904 — 16.09.1998 | Кинорежиссёр, художественный руководитель производственно-творческого объединения «Орбита» Центральной киностудии научно-популярных и учебных фильмов, гор. Москва | 14.12.1990      | кинематография | [ ГС 69 ]  |
| 67  | Зиновьев Николай Михайлович                 | 20.05.1888 — 04.06.1979 | Преподаватель Палехского художественного училища, народный художник СССР, Ивановская область | 19.05.1978      | живопись       | [ ГС 70 ]  |
| 68  | Зыкина Людмила Георгиевна                   | 10.06.1929 — 01.07.2009 | Художественный руководитель и солистка Государственного республиканского русского народного ансамбля «Россия», народная артистка СССР, гор. Москва | 04.09.1987      | музыка         | [ ГС 71 ]  |
| 69  | Ибрагимов Мирза Аждар оглы                  | 28.10.1911 — 17.12.1993 | Народный писатель Азербайджанской ССР, председатель Советского комитета солидарности стран Азии и Африки, гор. Баку | 14.10.1981      | литература     | [ ГС 72 ]  |
| 70  | Иванов Анатолий Степанович                  | 05.05.1928 — 31.05.1999 | Писатель, главный редактор журнала «Молодая гвардия», гор. Москва | 16.11.1984      | литература     | [ ГС 73 ]  |
| 71  | Ильинский Игорь Владимирович                | 24.07.1901 — 13.01.1987 | Актёр Государственного академического Малого театра Союза ССР, народный артист СССР, гор. Москва | 04.11.1974      | театр          | [ ГС 74 ]  |
| 72  | Иогансон Борис Владимирович                 | 25.07.1893 — 25.02.1973 | Живописец, академик Академии художеств СССР, народный художник СССР, гор. Москва | 02.10.1968      | живопись       | [ ГС 75 ]  |
| 73  | Ирд Каарел Кириллович                       | 27.08.1909 — 25.12.1986 | Главный режиссёр Государственного академического театра Эстонской ССР «Ванемуйне», народный артист СССР, гор. Тарту | 24.08.1984      | театр          | [ ГС 76 ]  |
| 74  | Исаев Егор Александрович                    | 02.05.1926 — 08.07.2013 | Поэт, секретарь Союза писателей СССР, гор. Москва | 25.04.1986      | литература     | [ ГС 77 ]  |
| 75  | Исаковский Михаил Васильевич                | 19.01.1900 — 20.07.1973 | Поэт, общественный деятель, гор. Москва | 19.01.1970      | литература     | [ ГС 78 ]  |
| 76  | Исраилова Зульфия                           | 14.03.1915 — 01.08.1996 | Узбекская поэтесса, общественный деятель, гор. Ташкент | 16.11.1984      | литература     | [ ГС 79 ]  |
| 77  | Кабалевский Дмитрий Борисович               | 30.12.1904 — 14.02.1987 | Композитор и общественный деятель, академик Академии педагогических наук СССР, народный артист СССР, гор. Москва | 27.12.1974      | музыка         | [ ГС 80 ]  |
| 78  | Кадочников Павел Петрович                   | 26.07.1915 — 02.05.1988 | Актёр киностудии «Ленфильм», народный артист СССР, гор. Ленинград | 26.07.1985      | кинематография | [ ГС 81 ]  |
| 79  | Капп Эуген Артурович                        | 26.05.1908 — 29.10.1996 | Председатель правления Союза композиторов Эстонии, народный артист СССР, гор. Таллин | 26.05.1978      | музыка         | [ ГС 82 ]  |
| 80  | Караев Кара Абульфаз оглы                   | 05.02.1918 — 13.05.1982 | Композитор, академик Академии наук Азербайджанской ССР, народный артист СССР, гор. Баку | 03.02.1978      | музыка         | [ ГС 83 ]  |
| 81  | Каримов Мустафа Сафич (Мустай Карим)        | 20.10.1919 — 21.09.2005 | Поэт, писатель, народный поэт Башкирской АССР, гор. Уфа | 19.10.1979      | литература     | [ ГС 84 ]  |
| 82  | Кармен Роман Лазаревич                      | 29.11.1906 — 28.04.1978 | Кинорежиссёр, народный артист СССР, гор. Москва | 18.03.1976      | кинематография | [ ГС 85 ]  |
| 83  | Касиян Василий Ильич                        | 01.01.1896 — 24.06.1976 | Профессор Киевского художественного института, народный художник СССР | 11.01.1974      | живопись       | [ ГС 86 ]  |
| 84  | Катаев Валентин Петрович                    | 28.01.1897 — 12.04.1986 | Писатель, драматург, поэт, гор. Москва | 27.09.1974      | литература     | [ ГС 87 ]  |
| 85  | Каюмов Малик Каюмович                       | 1911 — 29.04.2010       | Кинорежиссёр киностудии научно-популярных и документальных фильмов Узбекской ССР, гор. Ташкент | 05.12.1990      | кинематография | [ ГС 88 ]  |
| 86  | Кербабаев Берды Мурадович                   | 15.03.1894 — 27.07.1974 | Председатель Правления Союза писателей Туркмении, академик Академии наук Туркменской ССР, народный писатель Туркменской ССР, гор. Ашхабад | 14.03.1969      | литература     | [ ГС 89 ]  |
| 87  | Кербель Лев Ефимович                        | 07.11.1917 — 19.08.2003 | Скульптор, академик Академии художеств СССР, народный художник СССР, гор. Москва | 26.03.1985      | скульптура     | [ ГС 90 ]  |
| 88  | Кешоков Алим Пшемахович                     | 22.07.1914 — 29.01.2001 | Писатель, общественный деятель, народный поэт Кабардино-Балкарской АССР | 11.06.1990      | литература     | [ ГС 91 ]  |
| 89  | Клычев Иззат Назарович                      | 10.10.1923 — 12.01.2006 | Председатель правления Союза художников Туркменской ССР, народный художник СССР, гор. Ашхабад | 08.10.1983      | живопись       | [ ГС 92 ]  |
| 90  | Кожамкулов Сералы                           | 05.05.1896 — 31.12.1979 | Актёр Казахского государственного академического театра драмы имени М. О. Ауэзова, народный артист Казахской ССР, гор. Алма-Ата | 11.06.1976      | театр          | [ ГС 93 ]  |
| 91  | Кожевников Вадим Михайлович                 | 22.04.1909 — 20.10.1984 | Главный редактор журнала «Знамя», секретарь правления Союза писателей СССР, гор. Москва | 27.09.1974      | литература     | [ ГС 94 ]  |
| 92  | Козловский Иван Семёнович                   | 24.03.1900 — 21.12.1993 | Певец (лирический тенор), народный артист СССР, гор. Москва | 21.03.1980      | музыка         | [ ГС 95 ]  |
| 93  | Кокин (Анненков) Николай Александрович      | 21.09.1899 — 30.09.1999 | Актёр Государственного академического Малого театра СССР, народный артист СССР | 13.12.1990      | театр          | [ ГС 96 ]  |
| 94  | Колпакова Ирина Александровна               | род. 22.05.1933         | Балерина Ленинградского государственного академического театра оперы и балета имени С. М. Кирова, народная артистка СССР | 01.07.1983      | хореография    | [ ГС 97 ]  |
| 95  | Конёнков Сергей Тимофеевич                  | 10.07.1874 — 10.12.1971 | Скульптор, народный художник СССР, гор. Москва | 10.07.1964      | скульптура     | [ ГС 98 ]  |
| 96  | Корнейчук Александр Евдокимович             | 25.05.1905 — 14.05.1972 | Председатель Верховного Совета Украинской ССР, секретарь Правления Союза писателей СССР, гор. Киев | 23.02.1967      | литература     | [ ГС 99 ]  |
| 97  | Крылов Порфирий Никитич                     | 22.08.1902 — 15.05.1990 | Художник-сатирик творческого содружества Кукрыниксы, карикатурист газеты «Правда», народный художник СССР, гор. Москва | 31.08.1972      | живопись       | [ ГС 100 ] |
| 98  | Крючков Николай Афанасьевич                 | 06.01.1911 — 13.04.1994 | Актёр киностудии «Мосфильм», народный артист СССР, гор. Москва | 23.12.1980      | кинематография | [ ГС 101 ] |
| 99  | Кугультинов Давид Никитич                   | 13.03.1922 — 17.06.2006 | Писатель, общественный деятель, народный поэт Калмыцкой АССР, гор. Элиста | 26.10.1990      | литература     | [ ГС 102 ] |
| 100 | Кулиджанов Лев Александрович                | 19.03.1924 — 17.02.2002 | Первый секретарь правления Союза кинематографистов СССР, режиссёр Центральной студии детских и юношеских фильмов имени М. Горького, гор. Москва | 16.03.1984      | кинематография | [ ГС 103 ] |
| 101 | Куприянов Михаил Васильевич                 | 08.10.1903 — 11.11.1991 | Участник творческого коллектива «Кукрыниксы», народный художник СССР, гор. Москва | 19.10.1973      | живопись       | [ ГС 104 ] |
| 102 | Куусберг Пауль Аугустович                   | 30.04.1916 — 21.01.2003 | Народный эстонский писатель, гор. Таллин | 16.11.1984      | литература     | [ ГС 105 ] |
| 103 | Лавров Кирилл Юрьевич                       | 15.09.1925 — 27.04.2007 | Актёр Ленинградского академического Большого драматического театра имени М. Горького, народный артист СССР | 13.09.1985      | театр          | [ ГС 106 ] |
| 104 | Лебедев Евгений Алексеевич                  | 15.01.1917 — 09.06.1997 | Актёр Ленинградского академического Большого драматического театра имени М. Горького, народный артист СССР | 23.06.1987      | театр          | [ ГС 107 ] |
| 105 | Леонов Леонид Максимович                    | 31.05.1899 — 08.08.1994 | Русский писатель, заслуженный деятель искусств РСФСР, гор. Москва | 23.02.1967      | литература     | [ ГС 108 ] |
| 106 | Лордкипанидзе Константин Александрович      | 07.01.1905 — 30.07.1986 | Грузинский писатель, редактор альманаха «Заря», гор. Тбилиси | 03.06.1985      | литература     | [ ГС 109 ] |
| 107 | Лупан Андрей Павлович                       | 15.02.1912 — 24.08.1992 | Народный писатель Молдавской ССР, гор. Кишинёв | 15.02.1982      | литература     | [ ГС 110 ] |
| 108 | Людкевич Станислав Филиппович               | 24.01.1879 — 10.09.1979 | Композитор, народный артист СССР, гор. Львов | 23.01.1979      | музыка         | [ ГС 111 ] |
| 109 | Макарова Тамара Фёдоровна                   | 13.08.1907 — 20.01.1997 | Профессор Всесоюзного государственного института кинематографии, народная артистка СССР, гор. Москва | 13.08.1982      | кинематография | [ ГС 112 ] |
| 110 | Марецкая Вера Петровна                      | 31.07.1906 — 17.08.1978 | Актриса Государственного академического театра имени Моссовета, народная артистка СССР, гор. Москва | 30.07.1976      | театр          | [ ГС 113 ] |
| 111 | Межелайтис Эдуардас Беньяминович            | 03.10.1919 — 06.06.1997 | Литовский поэт, переводчик, эссеист, гор. Вильнюс Литовской ССР | 27.09.1974      | литература     | [ ГС 114 ] |
| 112 | Милаев Евгений Тимофеевич                   | 07.03.1910 — 07.04.1983 | Художественный руководитель и директор Московского цирка на Ленинских горах, народный артист СССР | 20.12.1979      | цирк           | [ ГС 115 ] |
| 113 | Михалков Сергей Владимирович                | 13.03.1913 — 27.08.2009 | Председатель правления Союза писателей РСФСР, главный редактор всесоюзного сатирического киножурнала «Фитиль», гор. Москва | 09.03.1973      | литература     | [ ГС 116 ] |
| 114 | Моисеев Игорь Александрович                 | 21.01.1906 — 02.11.2007 | Художественный руководитель Государственного академического ансамбля народного танца, народный артист СССР, гор. Москва | 20.01.1976      | хореография    | [ ГС 117 ] |
| 115 | Моисеенко Евсей Евсеевич                    | 28.08.1916 — 29.11.1988 | Художник, педагог, живописец и график, народный артист СССР, гор. Ленинград | 28.08.1986      | живопись       | [ ГС 118 ] |
| 116 | Молдобасанов Калый Молдобасанович           | 28.09.1929 — 29.05.2006 | Заведующий кафедрой Киргизского государственного института искусств имени Б. Бейшеналиевой, народный артист СССР, гор. Бишкек | 28.11.1991      | музыка         | [ ГС 119 ] |
| 117 | Мордасова Мария Николаевна                  | 14.02.1915 — 25.09.1997 | Руководитель частушечной группы Воронежского русского народного хора, народная артистка СССР | 07.09.1987      | музыка         | [ ГС 120 ] |
| 118 | Мравинский Евгений Александрович            | 04.06.1903 — 19.01.1988 | Дирижёр симфонического оркестра Ленинградской филармонии | 04.06.1973      | музыка         | [ ГС 121 ] |
| 119 | Мусрепов Габит Махмутович                   | 22.03.1902 — 31.12.1985 | Писатель, общественный деятель, Председатель Президиума Верховного Совета Казахской ССР, академик Академии наук Казахской ССР, гор. Алма-Ата | 27.09.1974      | литература     | [ ГС 122 ] |
| 120 | Мухатов Велимухамед                         | 05.05.1916 — 06.01.2005 | Композитор, профессор кафедры теоретико-композиторского факультета Туркменского педагогического института искусств, народный артист СССР, гор. Ашхабад | 03.05.1986      | музыка         | [ ГС 123 ] |
| 121 | Мыльников Андрей Андреевич                  | 22.02.1919 — 16.05.2012 | Академик Академии художеств СССР, заведующий кафедрой Института живописи, скульптуры и архитектуры имени И. Е. Репина, гор. Ленинград | 26.02.1990      | живопись       | [ ГС 124 ] |
| 122 | Надеждина Надежда Сергеевна                 | 03.06.1908 — 11.10.1979 | Художественный руководитель Государственного академического хореографического ансамбля «Берёзка», народная артистка СССР, гор. Москва | 02.06.1978      | хореография    | [ ГС 125 ] |
| 123 | Налбандян Дмитрий Аркадьевич                | 15.09.1906 — 02.07.1993 | Живописец, народный художник СССР, гор. Москва | 14.09.1976      | живопись       | [ ГС 126 ] |
| 124 | Наровчатов Сергей Сергеевич                 | 03.10.1919 — 17.07.1981 | Секретарь Союза писателей СССР, главный редактор журнала «Новый мир», гор. Москва | 02.10.1979      | литература     | [ ГС 127 ] |
| 125 | Нестеренко Евгений Евгеньевич               | 08.01.1938 — 20.03.2021 | Солист Государственного академического Большого театра СССР, народный артист СССР, гор. Москва | 07.01.1988      | музыка         | [ ГС 128 ] |
| 126 | Никулин Юрий Владимирович                   | 18.12.1921 — 21.08.1997 | Директор — художественный руководитель Московского государственного цирка на Цветном бульваре | 27.12.1990      | цирк           | [ ГС 129 ] |
| 127 | Новиков Анатолий Григорьевич                | 30.10.1896 — 23.09.1984 | Композитор, народный артист СССР, гор. Москва | 29.10.1976      | музыка         | [ ГС 130 ] |
| 128 | Носов Евгений Иванович                      | 15.01.1925 — 12.06.2002 | Писатель, общественный деятель, гор. Курск | 12.03.1990      | литература     | [ ГС 131 ] |
| 129 | Образцов Сергей Владимирович                | 05.07.1901 — 08.05.1992 | Главный режиссёр Государственного центрального театра кукол, народный артист СССР, гор. Москва | 09.07.1971      | театр          | [ ГС 132 ] |
| 130 | Образцова Елена Васильевна                  | 07.07.1939 — 12.01.2015 | Солистка оперы Государственного академического Большого театра СССР, народная артистка СССР, гор. Москва | 27.12.1990      | музыка         | [ ГС 133 ] |
| 131 | Окас Эвальд Карлович                        | 28.11.1915 — 30.04.2011 | Эстонский живописец и график, народный художник СССР, гор. Таллин | 27.11.1985      | живопись       | [ ГС 134 ] |
| 132 | Пахмутова Александра Николаевна             | род. 09.11.1929         | Секретарь правления Союза композиторов СССР, народная артистка СССР, гор. Москва | 29.10.1990      | музыка         | [ ГС 135 ] |
| 133 | Пиотровский Борис Борисович                 | 14.02.1908 — 15.10.1990 | Директор Государственного Эрмитажа, академик Академии наук СССР, гор. Ленинград | 25.02.1983      | музейное дело  | [ ГС 136 ] |
| 134 | Плисецкая Майя Михайловна                   | 20.11.1925 — 02.05.2015 | Солистка Государственного академического Большого театра СССР, народная артистка СССР, гор. Москва | 19.11.1985      | хореография    | [ ГС 137 ] |
| 135 | Плятт Ростислав Янович                      | 13.12.1908 — 30.06.1989 | Актёр Государственного академического театра имени Моссовета, народный артист СССР, гор. Москва | 02.03.1989      | театр          | [ ГС 138 ] |
| 136 | Полевой (Кампов) Борис Николаевич           | 17.03.1908 — 12.07.1981 | Писатель, общественный деятель, военный корреспондент, член Союза писателей СССР, гор. Москва | 27.09.1974      | литература     | [ ГС 139 ] |
| 137 | Приеде-Берзинь Лилия Давыдовна              | 17.07.1903 — 27.05.1983 | Актриса Государственного художественного академического театра имени Я. Райниса, народная артистка СССР, гор. Рига Латвийской ССР | 09.06.1978      | театр          | [ ГС 140 ] |
| 138 | Прокофьев Александр Андреевич               | 02.12.1900 — 18.09.1971 | Поэт, гор. Ленинград | 01.12.1970      | литература     | [ ГС 141 ] |
| 139 | Проскурин Пётр Лукич                        | 22.01.1928 — 26.10.2001 | Писатель, общественный деятель, гор. Москва | 21.01.1988      | литература     | [ ГС 142 ] |
| 140 | Прудкин Марк Исаакович                      | 13.09.1898 — 24.09.1994 | Актёр Московского Художественного академического театра СССР имени М. Горького, народный артист СССР | 18.08.1989      | театр          | [ ГС 143 ] |
| 141 | Рагимов Сулейман Гусейн оглы                | 22.03.1900 — 11.10.1983 | Народный писатель Азербайджанской ССР, гор. Баку | 04.12.1975      | литература     | [ ГС 144 ] |
| 142 | Райзман Юлий Яковлевич                      | 15.12.1903 — 11.12.1994 | Режиссёр-постановщик киностудии «Мосфильм», народный артист СССР, гор. Москва | 20.12.1973      | кинематография | [ ГС 145 ] |
| 143 | Райкин Аркадий Исаакович                    | 24.10.1911 — 17.12.1987 | Художественный руководитель Ленинградского театра эстрады и миниатюр, народный артист СССР | 23.10.1981      | театр          | [ ГС 146 ] |
| 144 | Рамишвили Нина Шалвовна                     | 19.01.1910 — 06.09.2000 | Солистка Государственного ансамбля народного танца Грузии, народная артистка СССР, гор. Тбилиси | 03.07.1990      | хореография    | [ ГС 147 ] |
| 145 | Распутин Валентин Григорьевич               | 15.03.1937 — 14.03.2015 | Писатель-прозаик, общественный деятель, гор. Иркутск | 14.03.1987      | литература     | [ ГС 148 ] |
| 146 | Ревуцкий Лев Николаевич                     | 20.02.1889 — 30.03.1977 | Композитор, академик Академии наук Украинской ССР, народный артист СССР, гор. Киев | 24.02.1969      | музыка         | [ ГС 149 ] |
| 147 | Рзаев Расул Ибрагим оглы (Расул Рза)        | 19.05.1910 — 01.04.1981 | Народный поэт Азербайджанской ССР, гор. Баку | 16.05.1980      | литература     | [ ГС 150 ] |
| 148 | Рихтер Святослав Теофилович                 | 20.03.1915 — 01.08.1997 | Солист Московской государственной филармонии, народный артист СССР | 20.03.1975      | музыка         | [ ГС 151 ] |
| 149 | Рождественский Геннадий Николаевич          | 04.05.1931 — 16.06.2018 | Главный дирижёр — художественный руководитель Государственного симфонического оркестра Министерства культуры СССР, гор. Москва | 18.10.1990      | музыка         | [ ГС 152 ] |
| 150 | Розанов Николай Петрович                    | 25.11.1904 — 30.10.1990 | Главный архитектор — руководитель Архитектурно-конструкторского бюро № 1 Центрального научно-исследовательского и проектного института типового и экспериментального проектирования жилища Государственного комитета по гражданскому строительству и архитектуре при Госстрое СССР, гор. Москва | 07.05.1971      | архитектура    | [ ГС 153 ] |
| 151 | Румянцев (Карандаш) Михаил Николаевич       | 10.12.1901 — 31.03.1983 | Цирковой клоун «Карандаш», народный артист СССР, гор. Москва | 20.12.1979      | цирк           | [ ГС 154 ] |
| 152 | Рустамзаде Сулейман Али Аббас оглы          | 27.11.1906 — 10.06.1989 | Народный поэт Азербайджанской ССР, Председатель Верховного Совета Азербайджанской ССР, гор. Баку | 15.06.1976      | литература     | [ ГС 155 ] |
| 153 | Садыков Тургунбай                           | род. 04.11.1935         | Скульптор, председатель правления Фонда культуры Республики Кыргызстан, народный художник СССР, гор. Бишкек | 28.11.1991      | скульптура     | [ ГС 156 ] |
| 154 | Салахов Таир Теймур оглы                    | 29.11.1928 — 21.05.2021 | Заведующий кафедрой живописи и композиции Московского художественного института имени В. И. Сурикова, первый секретарь правления Союза художников СССР, народный художник СССР, гор. Москва | 24.02.1989      | живопись       | [ ГС 157 ] |
| 155 | Сартаков Сергей Венедиктович                | 26.03.1908 — 01.05.2005 | Заместитель председателя Союза писателей СССР, гор. Москва | 16.11.1984      | литература     | [ ГС 158 ] |
| 156 | Сарьян Мартирос Сергеевич                   | 28.02.1880 — 05.05.1972 | Академик Академии изобразительных искусств СССР, академик Академии наук Армянской ССР, народный художник СССР, гор. Ереван | 08.03.1965      | живопись       | [ ГС 159 ] |
| 157 | Сац Наталия Ильинична                       | 27.08.1903 — 18.12.1993 | Главный режиссёр — директор Московского государственного детского музыкального театра, народная артистка СССР | 26.08.1983      | театр          | [ ГС 160 ] |
| 158 | Светланов Евгений Фёдорович                 | 06.09.1928 — 03.05.2002 | Художественный руководитель и главный дирижёр Государственного академического симфонического оркестра СССР, народный артист СССР, гор. Москва | 25.04.1986      | музыка         | [ ГС 161 ] |
| 159 | Свешников Александр Васильевич              | 11.09.1890 — 03.01.1980 | Руководитель Государственного академического русского хора, народный артист СССР, гор. Москва | 11.09.1970      | музыка         | [ ГС 162 ] |
| 160 | Свиридов Георгий Васильевич                 | 16.12.1915 — 06.01.1998 | Композитор, пианист, народный артист СССР, гор. Москва | 18.12.1975      | музыка         | [ ГС 163 ] |
| 161 | Семёнова Марина Тимофеевна                  | 12.06.1908 — 09.06.2010 | Педагог балета Государственного академического Большого театра СССР, народная артистка СССР, гор. Москва | 13.06.1988      | хореография    | [ ГС 164 ] |
| 162 | Сергеев Константин Михайлович               | 05.03.1910 — 01.04.1992 | Художественный руководитель Ленинградского академического хореографического училища имени А. Я. Вагановой, народный артист СССР | 22.03.1991      | хореография    | [ ГС 165 ] |
| 163 | Серкебаев Ермек Бекмухамедович              | 04.07.1926 — 16.11.2013 | Солист Казахского государственного академического театра оперы и балета имени Абая, народный артист СССР, гор. Алма-Ата | 03.07.1986      | музыка         | [ ГС 166 ] |
| 164 | Сивцев Дмитрий Кононович (Суорун Омоллоон)  | 14.09.1906 — 25.06.2005 | Писатель, общественный деятель, Якутская АССР | 24.04.1991      | литература     | [ ГС 167 ] |
| 165 | Симонов Константин Михайлович               | 28.11.1915 — 28.08.1979 | Писатель и поэт, секретарь Правления Союза писателей СССР, гор. Москва | 29.07.1974      | литература     | [ ГС 168 ] |
| 166 | Симонов Николай Константинович              | 04.12.1901 — 20.04.1973 | Актёр Ленинградского государственного академического театра драмы имени А. С. Пушкина, народный артист СССР | 03.12.1971      | театр          | [ ГС 169 ] |
| 167 | Смоктуновский Иннокентий Михайлович         | 28.03.1925 — 03.08.1994 | Актёр Московского Художественного академического театра СССР имени А. П. Чехова, народный артист СССР | 08.06.1990      | театр          | [ ГС 170 ] |
| 168 | Смолич Юрий Корнеевич                       | 08.07.1900 — 26.08.1976 | Секретарь Союза писателей СССР, гор. Киев | 28.07.1970      | литература     | [ ГС 171 ] |
| 169 | Соболев Леонид Сергеевич                    | 21.07.1898 — 17.02.1971 | Первый секретарь Союза писателей РСФСР, гор. Москва | 19.07.1968      | литература     | [ ГС 172 ] |
| 170 | Соколов Николай Александрович               | 21.07.1903 — 17.04.2000 | Живописец и график, член творческой группы «Кукрыниксы», народный художник СССР, гор. Москва | 20.07.1973      | живопись       | [ ГС 173 ] |
| 171 | Соловьёв-Седой Василий Павлович             | 25.04.1907 — 02.12.1979 | Композитор, народный артист СССР, гор. Ленинград | 22.05.1975      | музыка         | [ ГС 174 ] |
| 172 | Софронов Анатолий Владимирович              | 19.01.1911 — 09.09.1990 | Поэт, главный редактор журнала «Огонёк», гор. Москва | 16.01.1981      | литература     | [ ГС 175 ] |
| 173 | Стельмах Михаил Афанасьевич                 | 24.05.1912 — 27.09.1983 | Писатель, поэт, драматург, гор. Киев | 23.05.1972      | литература     | [ ГС 176 ] |
| 174 | Степанова Ангелина Иосифовна                | 23.11.1905 — 17.05.2000 | Актриса Московского Художественного академического театра Союза ССР имени М. Горького, народная артистка СССР | 08.12.1975      | театр          | [ ГС 177 ] |
| 175 | Стржельчик Владислав Игнатьевич             | 31.01.1921 — 11.09.1995 | Актёр Ленинградского академического Большого драматического театра имени М. Горького, народный артист СССР | 18.10.1988      | театр          | [ ГС 178 ] |
| 176 | Судрабкалн Ян                               | 17.05.1894 — 04.09.1975 | Латышский поэт, академик Академии наук Латвийской ССР, гор. Рига | 16.05.1974      | литература     | [ ГС 179 ] |
| 177 | Сурков Алексей Александрович                | 13.10.1899 — 14.06.1983 | Русский советский поэт, общественный деятель, гор. Москва | 14.10.1969      | литература     | [ ГС 180 ] |
| 178 | Тагизаде-Гаджибеков Ниязи Зульфугар оглы    | 20.08.1912 — 02.08.1984 | Директор Азербайджанской филармонии, народный артист СССР, гор. Баку | 19.08.1982      | музыка         | [ ГС 181 ] |
| 179 | Танк Максим (Скурко Евгений Иванович)       | 17.09.1912 — 07.08.1995 | Академик Академии наук Белорусской ССР, народный поэт Белорусской ССР, гор. Минск | 27.09.1974      | литература     | [ ГС 182 ] |
| 180 | Тарасова Алла Константиновна                | 06.02.1898 — 05.04.1973 | Актриса Московского Художественного академического театра Союза ССР имени М. Горького, народная артистка СССР | 07.02.1973      | театр          | [ ГС 183 ] |
| 181 | Тихонов Вячеслав Васильевич                 | 08.02.1928 — 04.12.2009 | Актёр Центральной киностудии детских и юношеских фильмов имени М. Горького, народный артист СССР, гор. Москва | 28.06.1982      | кинематография | [ ГС 184 ] |
| 182 | Тихонов Николай Семёнович                   | 04.11.1896 — 08.02.1979 | Писатель, поэт, публицист, председатель Советского комитета защиты мира, гор. Москва | 02.12.1966      | литература     | [ ГС 185 ] |
| 183 | Товстоногов Георгий Александрович           | 28.09.1915 — 23.05.1989 | Главный режиссёр Ленинградского академического Большого драматического театра имени М. Горького, народный артист СССР | 27.09.1983      | театр          | [ ГС 186 ] |
| 184 | Токомбаев Аалы                              | 07.11.1904 — 18.06.1988 | Поэт и писатель, академик Академии наук Киргизской ССР, народный поэт Киргизской ССР, гор. Фрунзе | 27.09.1974      | литература     | [ ГС 187 ] |
| 185 | Толубеев Юрий Владимирович                  | 01.05.1906 — 28.12.1979 | Актёр Ленинградского государственного академического театра драмы имени А. С. Пушкина, народный артист СССР | 29.04.1976      | театр          | [ ГС 188 ] |
| 186 | Томский Николай Васильевич                  | 19.12.1900 — 22.11.1984 | Президент Академии художеств СССР, гор. Москва | 18.12.1970      | скульптура     | [ ГС 189 ] |
| 187 | Тулегенова Бибигуль Ахметовна               | род. 16.12.1929         | Солистка оперы Казахского государственного академического театра оперы и балета имени Абая, гор. Алма-Ата | 21.12.1991      | музыка         | [ ГС 190 ] |
| 188 | Турсун-Заде Мирзо                           | 05.05.1911 — 24.09.1977 | Председатель правления Союза писателей Таджикской ССР, секретарь правления Союза писателей СССР, академик Академии наук Таджикской ССР, народный поэт Таджикской ССР, гор. Душанбе | 23.02.1967      | литература     | [ ГС 191 ] |
| 189 | Турчак Стефан Васильевич                    | 28.02.1938 — 23.11.1988 | Главный дирижёр Государственного академического театра оперы и балета Украинской ССР имени Т. Г. Шевченко, народный артист СССР, гор. Киев | 26.02.1988      | музыка         | [ ГС 192 ] |
| 190 | Тычина Павел Григорьевич                    | 27.01.1891 — 16.09.1967 | Поэт, академик Академии наук Украинской ССР, гор. Киев | 23.02.1967      | литература     | [ ГС 193 ] |
| 191 | Ужвий Наталья Михайловна                    | 08.09.1898 — 22.07.1986 | Актриса Киевского государственного академического украинского драматического театра имени Ивана Франко, народная артистка СССР | 24.10.1973      | театр          | [ ГС 194 ] |
| 192 | Ульянов Михаил Александрович                | 20.11.1927 — 26.03.2007 | Актёр Государственного академического театра имени Евгения Вахтангова, народный артист СССР, гор. Москва | 25.04.1986      | театр          | [ ГС 195 ] |
| 193 | Упит Андрей Мартынович                      | 04.12.1877 — 17.11.1970 | Писатель, поэт, поэт, драматург, академик Академии наук Латвийской ССР, народный писатель Латвийской ССР, гор. Рига | 23.02.1967      | литература     | [ ГС 196 ] |
| 194 | Усейнов Микаэль Алескерович                 | 19.04.1905 — 07.10.1992 | Академик Академии наук Азербайджанской ССР, народный архитектор СССР, гор. Баку | 18.04.1985      | архитектура    | [ ГС 197 ] |
| 195 | Федин Константин Александрович              | 24.02.1892 — 15.07.1977 | Первый секретарь Союза писателей СССР, гор. Москва | 23.02.1967      | литература     | [ ГС 198 ] |
| 196 | Ханзадян Серо Николаевич                    | 03.12.1915 — 26.01.1998 | Армянский писатель, гор. Ереван | 16.11.1984      | литература     | [ ГС 199 ] |
| 197 | Хачатурян Арам Ильич                        | 06.06.1903 — 01.05.1978 | Композитор, дирижёр, народный артист СССР, гор. Москва | 05.06.1973      | музыка         | [ ГС 200 ] |
| 198 | Хейфиц Иосиф Ефимович                       | 17.12.1905 — 24.04.1995 | Кинорежиссёр, народный артист СССР, гор. Ленинград | 19.12.1975      | кинематография | [ ГС 201 ] |
| 199 | Храпченко Михаил Борисович                  | 21.11.1904 — 15.04.1986 | Академик-секретарь отделения литературы и языка Академии наук СССР, гор. Москва | 16.11.1984      | литература     | [ ГС 202 ] |
| 200 | Хренников Тихон Николаевич                  | 10.06.1913 — 14.08.2007 | Первый секретарь Правления Союза композиторов СССР, народный артист СССР, гор. Москва | 09.06.1973      | музыка         | [ ГС 203 ] |
| 201 | Царёв Михаил Иванович                       | 01.12.1903 — 04.11.1987 | Актёр Государственного академического Малого театра Союза ССР, народный артист СССР, гор. Москва | 30.11.1973      | театр          | [ ГС 204 ] |
| 202 | Церетели Зураб Константинович               | 04.01.1934 — 22.04.2025 | Председатель Союза дизайнеров Грузии, народный художник СССР | 11.11.1990      | скульптура     | [ ГС 205 ] |
| 203 | Чабукиани Вахтанг Михайлович                | 12.03.1910 — 06.04.1992 | Балетмейстер, педагог, народный артист СССР, гор. Тбилиси Грузинской ССР | 19.05.1990      | хореография    | [ ГС 206 ] |
| 204 | Чаковский Александр Борисович               | 26.08.1913 — 17.02.1994 | Писатель, журналист, секретарь Правления Союза писателей СССР, главный редактор «Литературной газеты», гор. Москва | 24.08.1973      | литература     | [ ГС 207 ] |
| 205 | Чечулин Дмитрий Николаевич                  | 22.08.1901 — 29.10.1981 | Начальник архитектурно-проектной мастерской управления «Моспроект-1» Главного архитектурно-планировочного управления исполнительного комитета Московского городского Совета трудящихся, народный архитектор СССР                                                                                | 23.08.1976      | архитектура    | [ ГС 208 ] |
| 206 | Чирков Борис Петрович                       | 13.08.1901 — 28.05.1982 | Актёр Московского драматического театра имени Н. В. Гоголя, народный артист СССР | 07.10.1975      | театр          | [ ГС 209 ] |
| 207 | Чхиквадзе Рамаз Григорьевич                 | 28.02.1928 — 18.10.2011 | Актёр Тбилисского государственного академического драматического театра имени Шота Руставели, народный артист СССР, Грузинская ССР | 24.03.1988      | театр          | [ ГС 210 ] |
| 208 | Шагинян Мариэтта Сергеевна                  | 02.04.1888 — 20.03.1982 | Поэтесса, член-корреспондент Академии наук Армянской ССР, гор. Москва | 03.05.1976      | литература     | [ ГС 211 ] |
| 209 | Шамякин Иван Петрович                       | 30.01.1921 — 14.10.2004 | Председатель Верховного Совета Белорусской ССР, народный писатель Белорусской ССР, гор. Минск | 29.01.1981      | литература     | [ ГС 212 ] |
| 210 | Шинкуба Баграт Васильевич                   | 12.05.1917 — 25.02.2004 | Абхазский писатель, гор. Сухуми Абхазской АССР | 11.05.1987      | литература     | [ ГС 213 ] |
| 211 | Ширма Григорий Романович                    | 21.01.1892 — 23.03.1978 | Председатель правления Союза композиторов Белорусской ССР, народный артист СССР, гор. Минск | 02.02.1977      | музыка         | [ ГС 214 ] |
| 212 | Шостакович Дмитрий Дмитриевич               | 25.09.1906 — 09.08.1975 | Профессор Ленинградской и Московской консерваторий, народный артист СССР, гор. Москва | 24.09.1966      | музыка         | [ ГС 215 ] |
| 213 | Штогаренко Андрей Яковлевич                 | 15.10.1902 — 15.11.1992 | Председатель правления Союза композиторов Украинской ССР, гор. Киев | 14.10.1982      | музыка         | [ ГС 216 ] |
| 214 | Эрнесакс Густав Густавович                  | 12.12.1908 — 24.01.1993 | Главный дирижёр и художественный руководитель Государственного академического мужского хора Эстонской ССР, народный артист СССР, гор. Таллин | 15.11.1974      | музыка         | [ ГС 217 ] |
| 215 | Эсамбаев Махмуд Алисултанович               | 15.07.1924 — 07.01.2000 | Чеченский эстрадный актёр, хореограф, балетмейстер, народный артист СССР, гор. Москва | 13.07.1984      | хореография    | [ ГС 218 ] |
| 216 | Юткевич Сергей Иосифович                    | 28.12.1904 — 23.04.1985 | Кинорежиссёр, народный артист СССР, гор. Москва | 30.12.1974      | кинематография | [ ГС 219 ] |
| 217 | Ямпилов Баудоржа Базарович                  | 15.09.1916 — 11.05.1989 | Композитор и дирижёр, народный артист СССР, Бурятская АССР | 12.09.1986      | музыка         | [ ГС 220 ] |
| 218 | Ярматов Камиль Ярматович                    | 02.05.1903 — 17.11.1978 | Кинорежиссёр, художественный руководитель киностудии «Узбекфильм», народный артист СССР, гор. Ташкент | 28.04.1973      | кинематография | [ ГС 221 ] |
| 219 | Яшен (Нугманов) Камиль                      | 25.12.1909 — 25.09.1997 | Председатель Союза писателей Узбекской ССР, академик Академии наук Узбекской ССР, гор. Ташкент | 27.09.1974      | литература     | [ ГС 222 ] |